# Lily Jacobs
Carolina Wilhelmina (Lily) Jacobs (ur. 2 listopada 1951 w Heerlen) – holenderska polityk, posłanka do Parlamentu Europejskiego (2007–2009).

## Życiorys
Ukończyła w 1977 studia z zakresu architektury i urbanistyki na Uniwersytecie Technicznym w Eindhoven. Do 1994 pracowała w firmach projektowych, a także w biurze konsumenta w Utrechcie.
Od 1987 do 2001 była deputowaną rady prowincji w Geldrii, od 1994 pełniła funkcję członka władz wykonawczych. Później zasiadała w radzie gminnej w Culemborgu.
We wrześniu 2007 objęła mandat deputowanej do Parlamentu Europejskiego z ramienia Partii Pracy (PvdA). Należała do grupy socjalistycznej, pracowała m.in. w Komisji Rolnictwa i Rozwoju Wsi. W PE zasiadała do lipca 2009. Została następnie członkinią władz wykonawczych prowincji Brabancja Północna.